# Église Saint-Christophe de Saint-Christophe-du-Jambet
Pour les articles homonymes, voir Église Saint-Christophe.
L'église Saint-Christophe est une église catholique située à Saint-Christophe-du-Jambet, en France.

## Localisation
L'église est située dans le département français de la Sarthe, à l'est du bourg de Saint-Christophe-du-Jambet.

## Historique
L'édifice est classé au titre des monuments historiques depuis le 11 décembre 1912.

## Architecture

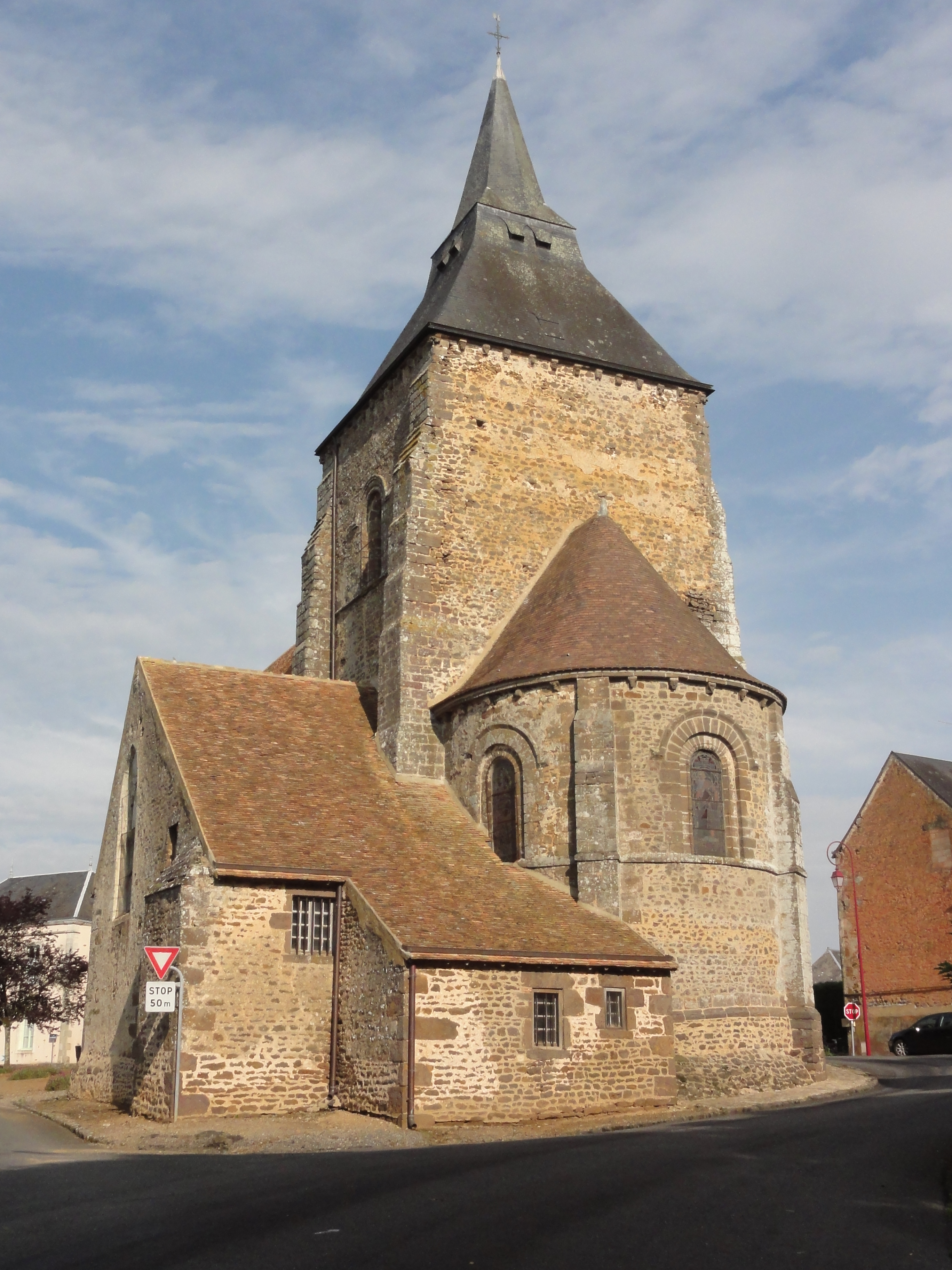
Extérieur : l'abside et la tour.
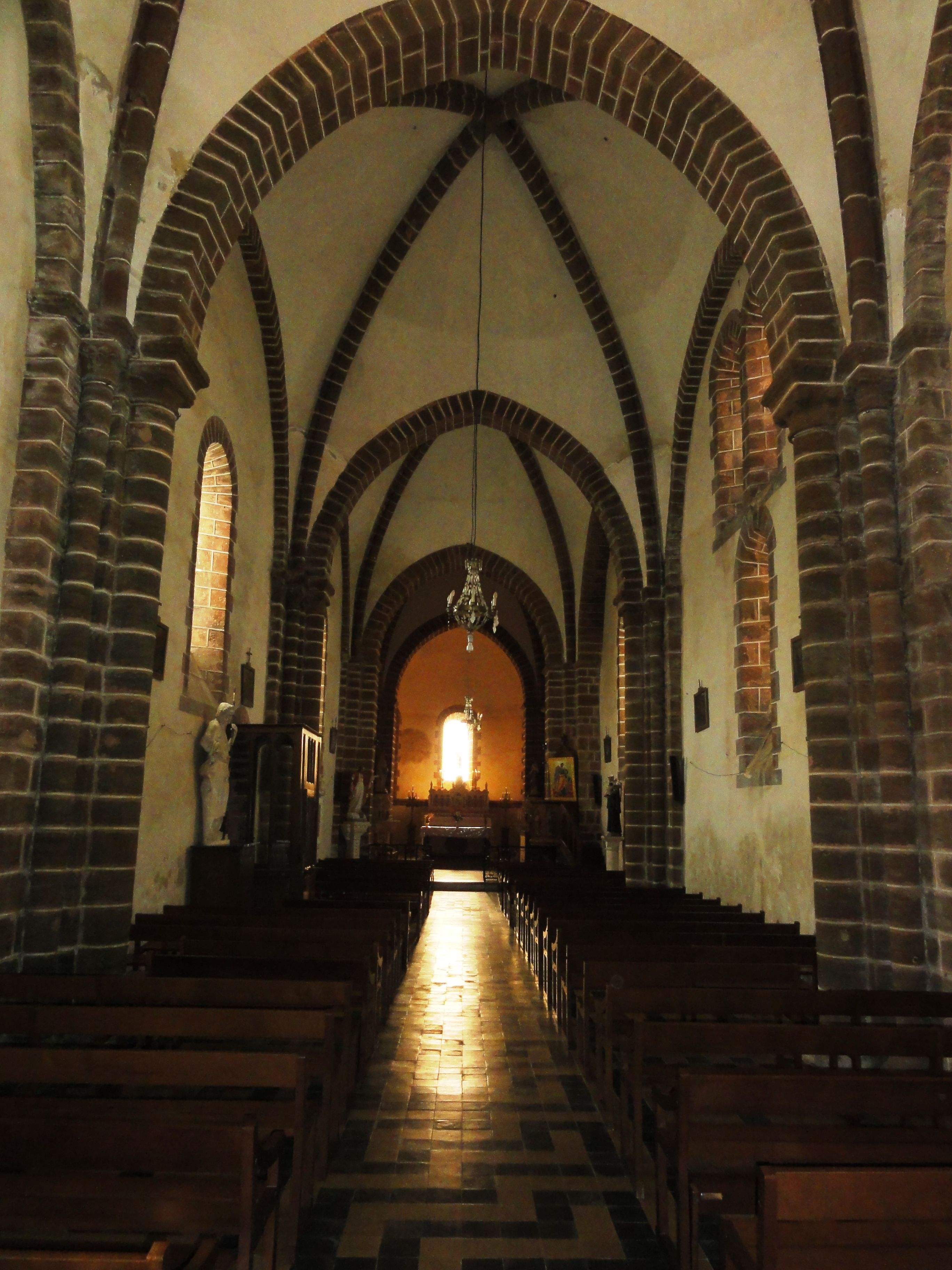
Intérieur : la nef vers l'abside.

## Décoration

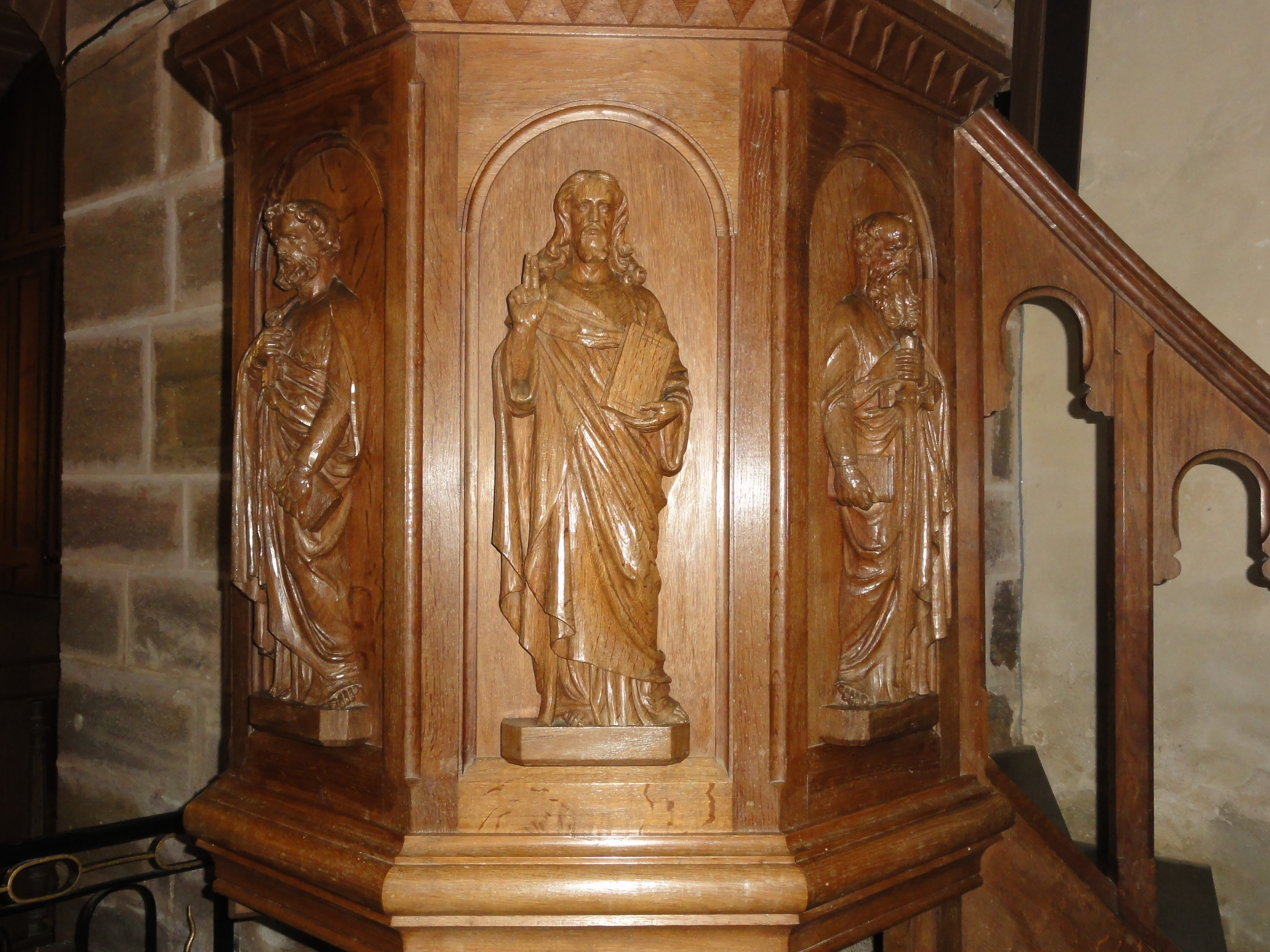
La chaire sculptée.
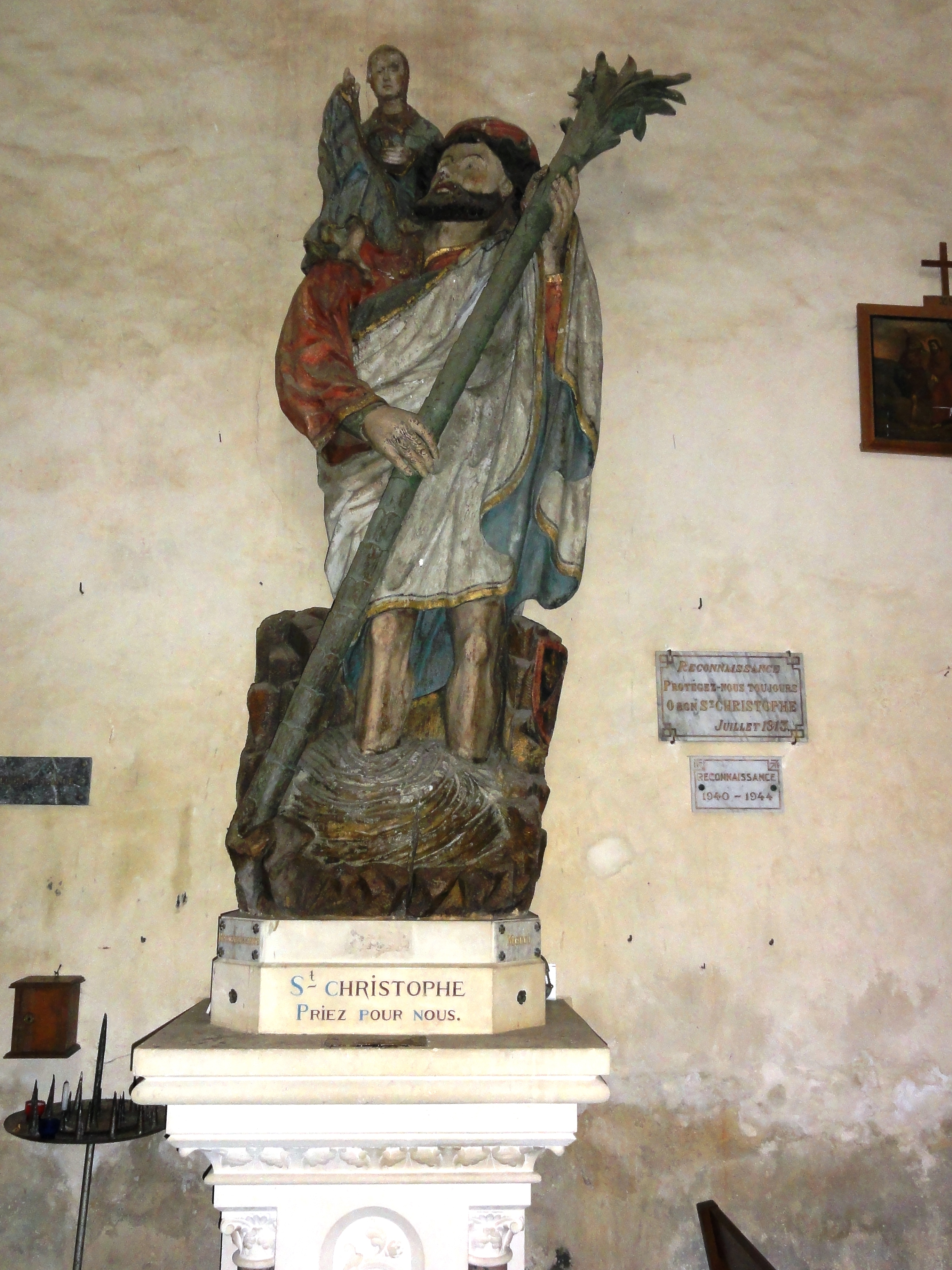
La statue de Saint Christophe.
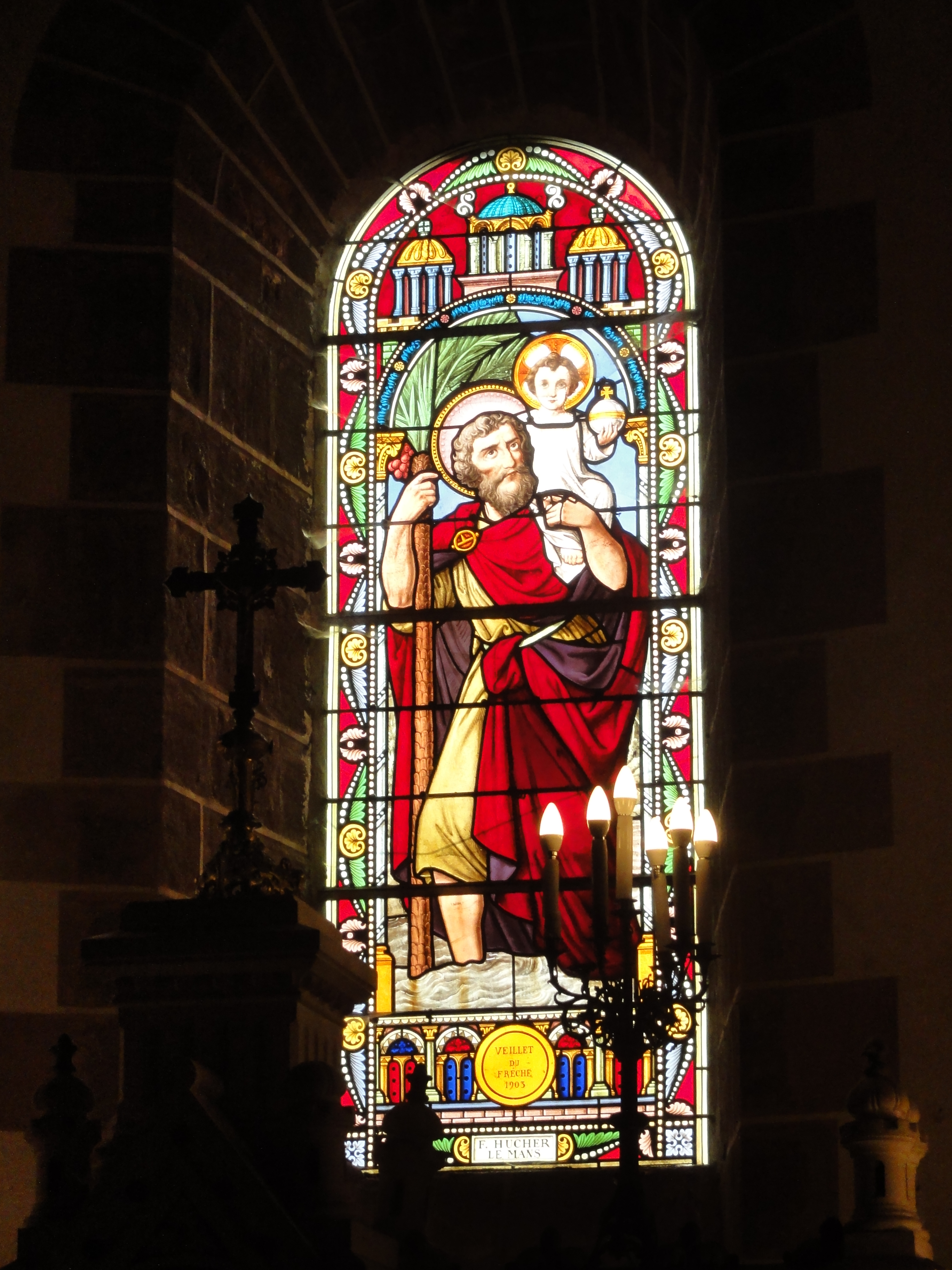
Le vitrail de Saint Christophe.